# Нидерландская литературная премия
Нидерла́ндская литерату́рная пре́мия (нидерл. Prijs der Nederlandse Letteren) вручается каждые 3 года авторам из Нидерландов и Бельгии (с 2005 г. также Суринама) за произведения на нидерландском языке. Эта премия учреждена в 1956 году и считается самой престижной в нидерландоязычном мире; премия вручается поочерёдно правящими монархами Нидерландов и Бельгии (до 2001 года лауреатами премии поочерёдно выбирались нидерландцы и бельгийцы, в настоящее время это правило не действует).
Сумма премии составляет 16 000 евро, предоставляемых Нидерландским языковым союзом, который является её распорядителем с 1986 года. Жюри состоит из трёх членов от Нидерландов, трёх от Бельгии и одного от Суринама. Председателем жюри становится поочерёдно нидерландец или бельгиец.

## Список лауреатов
| Год  |            | Имя                     | Комментарии           |
| ---- | ---------- | ----------------------- | --------------------- |
| 1956 | Бельгия    | Герман Тейрлинк         |                       |
| 1959 | Нидерланды | Адриан Холст            |                       |
| 1962 | Бельгия    | Стейн Стрёвелс          |                       |
| 1965 | Нидерланды | Якоб Блум               |                       |
| 1968 | Бельгия    | Герард Валсхап          |                       |
| 1971 | Нидерланды | Симон Вестдейк          |                       |
| 1974 | Бельгия    | Марникс Гейсен          |                       |
| 1977 | Нидерланды | Виллем Фредерик Херманс |                       |
| 1980 | Бельгия    | Морис Гильямс           |                       |
| 1983 | Нидерланды | Люсеберт                |                       |
| 1986 | Бельгия    | Хьюго Клаус             |                       |
| 1989 | Нидерланды | Геррит Каувенар         |                       |
| 1992 | Бельгия    | Кристина Д’ан           |                       |
| 1995 | Нидерланды | Харри Мюлиш             |                       |
| 1998 | Бельгия    | Поль де Виспелар        |                       |
| 2001 | Нидерланды | Герард Реве             |                       |
| 2004 | Нидерланды | Хелла Хаассе            |                       |
| 2007 | Нидерланды | Йерун Брауверс          | (отказался от премии) |
| 2009 | Нидерланды | Сейс Нотебоом           |                       |
| 2012 | Бельгия    | Леонард Ноленс          |                       |
| 2015 | Нидерланды | Ремко Камперт           |                       |
| 2018 | Нидерланды | Юдит Херцберг           |                       |
| 2021 | Нидерланды | Астрид Румер            |                       |
| 2024 | Бельгия    | Том Лануа               |                       |